# Année besselienne
En astronomie, l'année besselienne (parfois orthographiée année bessélienne) correspond à l'intervalle de temps entre deux années tropiques mesurées depuis un point où l'ascension droite du Soleil est de 280 degrés (ou mieux dit 18 h 40 min 0 s). Cette longitude correspond approximativement à la position du Soleil vu depuis la Terre au 1er janvier.
Le nom d'année besselienne est donné en l'honneur du mathématicien et astronome germanique Friedrich Wilhelm Bessel.
L'année besselienne correspond à 365,242198781 jours (la durée d'une année tropique), soit 31 556 925,9747 secondes. Cela représente 674,025 3 secondes de moins que l'année julienne, définie comme correspondant à 365,25 jours exactement.

## Liens avec lesépoques
La définition de l'année besselienne permet de construire une époque, dont l'année commence lorsque l'ascension droite du Soleil égale 280 degrés. L'époque basée sur l'année besselienne est précédée de la lettre B (B1875.0, par exemple). De nos jours, les époques sont construites à partir d'un instant de référence (noté J2000.0), correspondant approximativement au moment du midi du méridien de Greenwich au 1er janvier 2000. L'ascension droite du Soleil à cet instant là n'étant pas exactement égale à 280, et les durées des années besseliennes et juliennes différant de plusieurs minutes, les époques juliennes et besseliennes ne sont pas identiques. Ainsi l'époque J2000.0 correspond-elle à l'époque B2000.00127751.